# Apiocera alastor
Apiocera alastor is een vliegensoort uit de familie Apioceridae. De wetenschappelijke naam van de soort is, geplaatst in het geslacht Asilus, voor het eerst geldig gepubliceerd in 1849 door Walker.
De soort komt voor in in Zuid-Afrika (West-Kaap).